# Manuel Castaño
Manuel Castaño (Valencia, 1975) es historietista.

## Biografía
En el campo de la historieta es el responsable de títulos como Morón el Pollastre o Álex, realizados en compañía de Manuel Bartual y publicados por el colectivo editorial 7 Monos, del que es miembro fundador.
Desde noviembre de 2000 realiza junto con Manuel Bartual la serie de tiras cómicas Con amigos como estos.
En 2006 escribe Billy Bob: buscando piedras con las que tropezar, con dibujo de José Miguel Fonollosa.
En 2018 publica en Vial of Delicatessens, como autor completo (guion y dibujo), la novela gráfica: "#UnaNovelaGráfica".
Es colaborador habitual de la revista TMEO desde 2019.

## Obra
- Morón el Pollastre (junto con Manuel Bartual). 7 Monos, 1999.
- Álex (junto con Manuel Bartual). 7 Monos, 2001.
- Con amigos como estos (junto con Manuel Bartual). 7 Monos, 2002.
- Billy Bob: buscando piedras con las que tropezar (con dibujo de José Miguel Fonollosa). Dibbuks, 2006.
- "#UnaNovelaGráfica". Vial of Delicatessens, 2018.